# Tobias Sammet
Tobias Sammet (ur. 21 listopada 1977 w miejscowości Fulda) – wokalista i autor tekstów niemieckiego zespołu powermetalowego Edguy, jak również twórca opery metalowej Avantasia oraz członek projektu metalowego "Final chapter". Gościnnie pojawił się również na płycie "Holy Hell" zespołu Rob Rock oraz operze metalowej zespołu Aina. Przed albumem "Theater of Salvation", Tobias był również basistą i klawiszowcem Edguya. Później skupił się przede wszystkim na śpiewaniu.

## Dyskografia
Występy gościnne
- Aina - Days of Rising Doom - 2003
- Final Chapter - The Wizard Queen - 2004
- Rob Rock - Holy Hell - 2005
- Nuclear Blast Allstars - Into the Light - 2007
- Ayreon - Ayreon vs. Avantasia - 2008
- Revolution Renaissance - New Era - 2008